# Santos Bedoya
Santos Bedoya López (Madrid, 3 de noviembre de 1939 - Huelva, 8 de febrero de 2025) fue un futbolista español que se desempeñaba como centrocampista.

## Clubes

### Como futbolista
| Club                         | País   | Año       | Partidos | Goles |
| ---------------------------- | ------ | --------- | -------- | ----- |
| A. D. Plus Ultra             | España | 1958-1961 | 49       | 2     |
| R. C. D. Español             | España | 1961-1964 | 66       | 5     |
| Real Madrid C. F.            | España | 1964-1965 | 2        | 0     |
| R. C. Deportivo de La Coruña | España | 1965-1967 | 56       | 7     |
| Sevilla F. C.                | España | 1967-1972 | 152      | 2     |
| Recreativo de Huelva         | España | 1972-1973 | 6        | 4     |

### Como entrenador
| Club                 | País   | Año       |
| -------------------- | ------ | --------- |
| Sevilla F. C.        | España | 1973-1974 |
| Recreativo de Huelva | España | 1975-1976 |
| C. P. Cacereño       | España | 1982-1983 |

## Palmarés

### Campeonatos nacionales
| Título                     | Club                         | País   | Año  |
| -------------------------- | ---------------------------- | ------ | ---- |
| Primera División de España | Real Madrid C. F.            | España | 1965 |
| Segunda División de España | R. C. Deportivo de La Coruña | España | 1966 |
| Segunda División de España | Sevilla F. C.                | España | 1969 |